# Carl-Engler-Medaille
Die Carl-Engler-Medaille ist ein Wissenschaftspreis, der seit 1935 von der Deutschen Wissenschaftlichen Gesellschaft für Erdöl, Erdgas und Kohle (DGMK) vergeben wird. Die Medaille wird in nicht festgelegten Zeitabständen vergeben, jedoch grundsätzlich nur einmal in einem Jahr. Neben der Medaille wird bei der öffentlichen Verleihung auf einer Veranstaltung der DGMK eine Urkunde überreicht. Sie erinnert zugleich an den Chemiker Carl Engler.

## Träger der Carl-Engler-Medaille
- 1935 Franz Fischer, Kraftstoffsynthese aus Bestandteilen des Wassergases
- 1936 Matthias Pier, katalytische Hochdruckhydrierung der Kohle
- 1937 Adolf Spilker, Teerverarbeitung
- 1953 Ludger Mintrop, angewandte Seismik
- 1953 Ernst Terres, Forschungsarbeiten als Mineralöl- und Brennstoffchemiker
- 1954 Gustav Egloff, Erdölforschung und Raffinerietechnik
- 1954 Eduard Moehrle, Reindarstellung zahlreicher Steinkohlenteerbestandteile
- 1955 Carlo Padovani, Erforschung der festen Brennstoffe und Verwertung des Erdgases
- 1955 Hermann Carl Götz, Erdölverarbeitungstechnik
- 1956 Alfred Bentz, Erdölgeologie
- 1957 Heinrich Mallison, Steinkohlenteer und Bitumina
- 1958 Karl Ziegler, Forschungsarbeiten auf dem Gebiet des Mineralöles und der Kohlechemie
- 1960 Karl Krejci-Graf, erdölgeologische Grundlagenforschung
- 1961 Stephen Gibson, Erschließung der Erdöllagerstätten im Mittleren Osten, Welt-Erdöl-Kongresse
- 1961 Heinrich Hock, Cumol-Phenol-Synthese
- 1962 Günther Schlicht, Mineralölwissenschaft und  -wirtschaft, Bohr-  und  Gewinnungstechnik
- 1963 Carl Zerbe, Mineralölwissenschaft und  -normung
- 1964 Otto Hubmann, Mineralöl und Starkgas aus Kohle
- 1965 René Navarre, Forschung und Lehre auf dem gesamten Gebiet des Mineralöles
- 1966 Adolf Steinhofer, Synthesegas und Olefine
- 1967 Horst Luther, Untersuchung, Verarbeitung und Anwendung des Erdöls, Erdgases und der Kohle
- 1968 Walter Krönig, Kohlechemie und Petrochemie
- 1969 Helmut Pichler, Chemie und Technik von Gas, Erdöl und Kohle
- 1970 Hans Joachim Martini, Geowissenschaften
- 1972 Friedrich Asinger, Paraffin-  und Olefinchemie
- 1973 Alfred Mayer-Gürr, Erdöl- und Erdgasgewinnung
- 1974 Wilhelm Reerink, Kokereitechnik und Kohlechemie
- 1975 Hans Walter Krekeler, aliphatische Zwischenprodukte auf Basis von petrochemischen Rohstoffen
- 1976 Frederick D. Rossini, physikalische Chemie von Kohlenwasserstoffen und Mineralölen, Welt-Erdöl-Kongresse
- 1978 Marie-Therese Mackowsky, angewandte Kohlepetrographie
- 1978 Marlies Teichmüller, Kohlenpetrologie
- 1980 Walter Rühl, Lagerstättengeologie und Lagerstättentechnik, sekundäre Erdölfördertechnik, Untergrundspeicherung
- 1982 Gerhard Schön, physikalische Sicherheitstechnik
- 1984 Hermann Spörker, Tiefbohrtechnik
- 1986 Dietrich H. Welte, Genese, Migration und Akkumulation von Kohlenwasserstoffen
- 1988 Dieter Betz, Wissenschaftler und Praktiker sowie Förderer geowissenschaftlicher Gemeinschaftsprojekte und Hochschullehrer
- 1989 Werner Peters und Harald Jüntgen, chemisch-physikalische Grundlagen der Veredelung von Steinkohlen und Nutzung der Forschungsergebnisse
- 1990 Franz Pischinger, Gemischbildung und Verbrennung von Kraftstoffen, Verbrennungsmotoren
- 1992 Kurt Hedden, Wissenschaft und Technik von Erdgas, Erdöl und Kohlen
- 1994 Yves Chauvin, Katalyse und deren industrielle Umsetzung in Prozesse der Raffinerietechnik  und Petrochemie
- 1996 Gerhard Ertl, heterogene Katalyse durch Oberflächenanalytik an physikalisch wohldefinierten, einkristallinen Oberflächen und an realen, technischen Katalysatoren
- 1998 Claus Marx, Erdöl- und Erdgastechnik, insbesondere bohrtechnische Forschung und Entwicklung
- 1999 Wilhelm Keim, homogene und Phasentransfer-Katalyse
- 2002 Jens Weitkamp, Erdölverarbeitung und Petrochemie
- 2003 Gerhard Emig, chemische Reaktionstechnik, heterogene  Katalyse und Petrochemie
- 2009 Bernhard Lücke, Selektivoxidation von Alkylaromaten, Stärkung der Katalyseforschung in Deutschland
- 2011 Kurt M. Reinicke, Erdöl- und Erdgastechnik